# Disparomitus horvathi
Disparomitus horvathi là một loài côn trùng trong họ Ascalaphidae thuộc bộ Neuroptera. Loài này được Van der Weele miêu tả năm 1909.